# Suga Tatehiko
Suga Tatehiko (japanisch 菅 楯彦; geboren 4. März 1878 in Tottori (Präfektur Tottori); gestorben 4. September 1963 in Osaka) war ein japanischer Maler der Nihonga-Richtung. Er wird als der „typischste Osaka-Maler“ bezeichnet.

## Leben und Werk
Suga Tatehiko wurde als ältester Sohn des Nihonga-Malers Suga Seinan (菅 盛南) in Tottori geboren. Als er noch ein Kind war, zogen seine Eltern mit der ganze Familie nach Osaka. Als 1889 sein Vater erkrankte, brach er seine Schulausbildung ab und suchte die Familie als Malender zu unterstützen. Bis zu seinem Lebensende hatte er keine Maler als Lehrende, er brachte sich alles selbst bei. Er studierte verschiedene traditionelle Malschulen, wie das Yamato-e, die Maruyama-Shijō-Schule, die chinesische Schule der Song-Zeit, die Kanō-Schule, Ukiyo-e. Unter Meister Kamagaki (鎌垣師) studierte er die Kunst alter Meister, was zur Grundlage seiner Bilder mit geschichtlichen Themen in den späteren Jahren wurde.
Suga interessierte sich auch für alte japanische Hofmusik (雅楽, Gagaku) und erlernte Bugaku (舞楽), Tempelmusik. In seinen späteren Jahre wurde er Leiter der Tempelmusikgruppe (舞楽協会, Bugaku kyōkai) am Shitennō-ji in Osaka und trug dazu bei, dass diese Musik-Tradition weite erhalten blieb. Von 1900 bis 1904 schmückte der sie Schulräume des Nachwuchses der Militär-Akademie in Osaka in deren Auftrag mit geschichtlichen Darstellungen. 1931 war Suga auf der „Ausstellung japanische Malerei“ in Berlin zu sehen.
Viele seiner Werke sind detailliert gestaltete historische Gemälde im Yamato-e-Stil, und viele die modischen Bräuche des einfachen Volkes von Osaka. Neben dem „Osaka Prefectural Art Award“ (大阪府芸術賞, Ōsaka-fu geijutsu-shō) 1949 und dem „Osaka Citizens' Culture Award“ (大阪市民文化賞, Ōsaka shimin bunka-shō). 1951 war er 1958 der erste Nihonga-Maler, der mit dem „Onshi-shō“ (恩賜賞) der Akademie der Künste ausgezeichnet wurde, und zwar für seine Tätigkeit und Verdienste für das Genre Nihonga. 1962 wurde er zum ersten Ehrenbürger von Osaka gewählt.  
Beispiele der Werke Sugas sind „Shunshō Kangyō“(春宵宣行) – „Begrüßung am Frühlingsabend“, „Yama-ichi asa-ame“ (山市朝雨) – „Morgenregen über dem Bergmarkt“ und „Haru-aki Namba-hito “ (春秋難波人) – „Die Leute von Namba im Frühling und Herbst“. Für Tanizaki Jun’ichirōs Buch „Sasameyuki“ (細雪) – „Feiner Schnee“ gestaltete der den Umschlag. Zusammen mit Kaburagi Kiyokata schuf er die Bildbände „Tōkyō und Ōsaka“ (東京と大阪) und „Gasei Suga Tatehiko meisaku taisei“ (画聖菅楯彦名作大成) – „Große Ausgabe der bedeutenden Bilder des Meisters Suga Tatehiko“. Zu seiner Erinnerung wurde der „Große-Suga-Tatehiko-Preis“ (菅楯彦大賞) gestiftet.